# ريمون فاغنر
ريمون فاغنر (بالفرنسية: Remy Wagner)‏ (10 نوفمبر 1921 في لوكسمبورغ - 24 سبتمبر 1997 في لوكسمبورغ) هو لاعب كرة قدم لوكسمبورغي في مركز الوسط، شارك في الألعاب الأولمبية الصيفية 1948.

## وصلات خارجية
- ريمون فاغنر على موقع الاتحاد الدولي (مؤرشف)  (الإنجليزية)
- ريمون فاغنر على موقع قاعدة بيانات كرة القدم.إي يو (الإنجليزية)
- ريمون فاغنر على موقع أوليمبيديا (الإنجليزية)